# سكوبيتو
سكوبيتو (بالإيطالية: Scoppito)‏ هي بلدية في مقاطعة لاكويلا في إقليم أبروتسو الإيطالي.

## السكان
في سنة 1861 بلغ عدد السكان 1٬435 نسمة، وتطور العدد ليصل في سنة 2011 لـ 3٬285 نسمة.
يظهر هذا المخطط البياني تطور النمو السكاني لـ سكوبيتو